# Mirela Payret
Mirela Payret (Bellvitge, metrópolis de Barcelona, 29 de abril de 1993) es una actriz de cine, televisión y teatro española. Es compositora, cantautora, MC rapera, bailarina, acróbata, ukelelista y modelo hispano-romaní nacida en Cataluña de ascendencia andaluza y francesa, con gran proyección internacional. Trabajó en producciones norteamericanas, españolas, argentinas, francesas, y alemanas. Es conocida principalmente por su papel en la película Adiós querido Pep donde interpreta a Alba. 
Actualmente interpreta a Lucía en la serie original de Disney Bia (serie de televisión) y a Inma e Indalecia haciendo doble personaje, en la aclamada serie: Argentina, tierra de amor y venganza de Pol-ka Producciones emitida por Canal eltrece. También ha participado en grandes series televisivas como: Los ricos no piden permiso, Las Estrellas y Simona, producidas por Pol-ka Producciones emitidas por Canal eltrece. Y la telecomedia: Educando a Nina emitida por Telefe y producida por Underground Producciones. 
En 2012 viajó por segunda vez a Argentina, en donde se quedó improvisadamente desarrollando su carrera artística hasta 2021 y actualmente se encuentra residiendo entre España y Argentina. Habla español, catalán, inglés y francés y sabe hacer varios acentos.

## Filmografía

### Cine
| Año  | Película                  | Personaje                       | País                                    |
| ---- | ------------------------- | ------------------------------- | --------------------------------------- |
| 2020 | Le Prince oublié          | Fée Magique                     | Francia                                 |
| 2017 | Adiós querido Pep         | Alba                            | Argentina España                        |
| 2016 | Colonia Dignidad          | Stewardess Susan                | Alemania Francia Reino Unido Luxemburgo |
| 2015 | Abzurdah                  | Montse                          | Argentina                               |
| 2015 | El desafío                | Andrea Supini                   | Argentina                               |
| 2015 | El pozo                   | Vira (La Rusa)                  | Argentina                               |
| 2013 | Cuando yo te vuelva a ver | Pilar                           | España Argentina                        |
| 2012 | Marionetas "Puppets"      | Vladimir (también llamada Didi) | España                                  |
| 2012 | Red Lights                | Judi                            | España Canadá                           |
| 2011 | Sesión de tarde           | Marta                           | España                                  |

### Series
| Año         | Serie                                | Canal                                  | Personaje               | Director                                         | País                     | Notas        |
| ----------- | ------------------------------------ | -------------------------------------- | ----------------------- | ------------------------------------------------ | ------------------------ | ------------ |
| 2019 - 2021 | Argentina, tierra de amor y venganza | Canal 13 (Argentina)                   | Inma e Indalesia        | Martín Saban/ Sebastián Pivotto                  | Argentina                | 34 episodios |
| 2019 - 2021 | Bia                                  | Disney + / Fox Channel/ Disney Channel | Lucía Quemola Gutiérrez | Daniel De Felippo/ Jorge Bechara                 | Internacional            | 27 episodios |
| 2019 - 2021 | Coisa Mais Linda                     | Netflix                                | Linda "La Cantaora"     | Giuliano Cedroni/ Heather Roth                   | Brasil                   | 2 episodios  |
| 2018        | Simona                               | Canal 13 (Argentina)                   | Peri Dist               | Rodolfo Antúnez/ Sebastián Pivotto               | Argentina                | 2 episodios  |
| 2017        | Las Estrellas                        | Canal 13 (Argentina)                   | Turis Valdés            | Sebastián Pivotto/ Alejandro Ibáñez              | Argentina                | 9 episodios  |
| 2016        | Educando a Nina                      | Telefe                                 | Verónica Di Caro        | Mariano Ardanaz/ Javier Pérez/ Daniel De Felippo | Argentina                | 12 episodios |
| 2016        | Los ricos no piden permiso           | Canal 13                               | Julia Moza              | Gustavo Luppi/ Rodolfo Antúnez/ Alejandro Ibáñez | Argentina                | 5 episodios  |
| 2015        | Relaciones Exteriores                |                                        | Verónica Costa          |                                                  | Argentina USA Brasil     |              |
| 2014        | Arrepentidos                         | National Geographic Channel            | Rebeca Suárez           | Lucas Santa Ana                                  | Estados Unidos Argentina | 1 episodios  |
| 2013        | El rostro de la venganza             | Telemundo                              | Victoria Alvarado       | Nicolás Di Blasi / Jaime Segura                  | Estados Unidos           | 4 episodios  |

## Biografía

### Niñez y adolescencia
Mirela creció en el barrio marginal de monobloques Bellvitge de Hospitalet de Llobregat, en el área metropolitana de Barcelona, España, que en ese momento y durante su adolescencia era un suburbio. 
Su familia formada por su padre, un emigrante andaluz, era cartero y trabajaba en Correos, conocido como "El Cartero del Barrio" y proveniente de Jaén, Andalucía, en dónde desde los 3 años trabajó en su pueblo (el Cortijo de los abuelos de Mirela) en la recogida de aceitunas como "Aceitunero" y a su llegada a Barcelona, a los 14 años, como Repartidor de Butano y su madre, una catalana del barrio de El Raval que trabajó desde los 12 años como tendera, costurera y limpiadora de casas.